# The Old Man & the Gun
The Old Man & the Gun é um filme biográfico de 2018 escrito e dirigido por David Lowery, baseado na história de vida do criminoso escapista Forrest Tucker. O roteiro é baseado nos excertos escritos por David Grann em 2003, para o artigo "The Old Man and the Gun" publicado no The New Yorker. O artigo de mesmo nome esteve presente no livro The Devil and Sherlock Holmes, de Grann. A obra é estrelada por Robert Redford, Casey Affleck, Danny Glover, Tika Sumpter, Tom Waits e Sissy Spacek.
A estreia mundial de The Old Man & the Gun ocorreu no Festival de Cinema de Telluride, em 31 de agosto de 2018. Nos Estados Unidos, foi laçado em 28 de setembro de 2018, por intermédio da Fox Searchlight Pictures. O filme recebeu aclamação da crítica e, como reconhecimento, foi nomeado aos Prémios Globo de Ouro de 2019 na categoria de Melhor Ator em Comédia ou Musical (Robert Redford).

## Elenco
- Robert Redford como Forrest Tucker
- Casey Affleck como John Hunt, detetive
- Danny Glover como Teddy Green
- Tika Sumpter como Maureen Hunt, esposa de John
- Tom Waits como Waller
- Sissy Spacek como Jewel
- Elisabeth Moss como Dorothy
- Isiah Whitlock, Jr. como Gene Dentler
- Keith Carradine como Captain Calder
- John David Washington como Lieutenant Kelley
- Augustine Frizzell como Sandrine
- Gene Jones como Mr. Owens

## Produção e lançamento
Em outubro de 2016, foi anunciado que Casey Affleck e Robert Redford haviam entrado para o elenco do filme, com roteiro de James D. Stern, Dawn Ostroff, Redford, Anthony Mastromauro, Bill Holderman e direção de David Lowery. Em março de 2017, Tika Sumpter, Sissy Spacek, Danny Glover, Tom Waits, Elisabeth Moss e Isiah Whitlock, Jr. entraram para o elenco.. Em abril de 2017, Keith Carradine adentrou ao elenco. A fotografia inicial começou em Dayton, no Ohio, em 3 de abril de 2017, com filmagens em lente Super-16.
Em março de 2017, a distribuidora Fox Searchlight Pictures adquiriu os direitos de exibição do filme. Estreado mundialmente no Festival de Cinema de Telluride, em 31 de agosto de 2018, também foi exibido no Festival Internacional de Cinema de Toronto, em 10 de setembro de 2018.. O lançamento nos Estados Unidos estava agendado para 5 de outubro de 2018, mas ocorreu em 28 de setembro de 2018. but was pushed up to September 28, 2018.

## Recepção crítica
No Metacritic, o filme conta com uma nota de 79 de 10 pontos, baseada em 43 críticas que indicam aclamação favorável. No agregador de avaliações Rotten Tomatoes, o filme tem aprovação de 90% baseada em 173 críticas, e uma avaliação média de 7,5/10. Segundo o consenso do portal, "uma história bem contada e trazida à vida por um elenco totalmente combinado, The Old Man & the Gun é entretenimento puro e descontraído para cinéfilos – e uma despedida apropriada para uma lenda (Redford)."
Clint Worthington, do portal Consequence of Sound, deu ao filme uma nota B+, afirmando: "Assim cmo Tucker não consegue deixar de perseguir a emoção da vida de um fora-da-lei, o público fica viciado na presença sem esforço de Redford imersa no ar etéreo e alegre que o filme demonstra." Todd McCarthy, do The Hollywood Reporter escreveu: "O filme oferece muita credibilidade ao transmutar entre o charme de um bom bad boy à onga experiência de Redford em interpretar tais papeis; ele sabe que agora não precisa forçar sua atratividade." Peter Debruge, da publicação Variety escreveu: "O filme é um lembrete de tudo que Redford nos deu ao longo dos anos." Eric Kohn, do IndieWire, deu nota B+ ao filme, dizendo: "Em última análise, o filme é uma grande e adorável metáfora: as preocupações criminosas de Tucker são um parte tão natural de sua vida que ele parece capaz de continuar neste contexto, sem dar atenção ao que é inexequível. Assim, torna-se um avatar ideal para as próprias realizações de Redford."